# Rhaptopetalum
Rhaptopetalum é um género botânico pertencente à família Lecythidaceae.

## Espécies
1. ↑  «Rhaptopetalum — World Flora Online». www.worldfloraonline.org. Consultado em 19 de agosto de 2020